# Pozorište pokreta
Pozorište pokreta je poznata grana pozorišnog nastupa koje obuhvata pričanje priča prvenstveno kroz fizičke pokrete. Iako se više pozorišnih disciplina opisuje kao ,,pozorište pokreta ono što je specifično za ovu disciplinu je to što se oslanja na fizičke pokrete umetnika više nego na sam govor i samo pričanje priča. Izvođači komuniciraju uz pomoć fizičke gestikulacije kako bi se prikazale emocije.

## Najčešći elementi
Određene institucije se slažu da postoje zajednički elementi pozorišta pokreta, iako pojedinačni nastupi ne moraju da sadrže sve pokrete da bi bili definisani kao pozorište pokreta.
Neki praktičari, kao što je Lojd Njuson (енгл. Lloyd Newson), uprkost tome što je prvi koji je upotrebio izraz Pozorište pokreta u nazivu svoje kompanije (DVD Physical Theater), irazio je zabrinutost jer se izraz koristi kao raznovrsna kategorija, koja uključuje razne elemente koji ne spadaju pod okrilje dramskog pozorišta i modernog plesa. On takođe zamera što mnogim umetnicima nedostaje obuka. 

## Moderno pozorište pokreta
Mimika i druge ustanove, kao što je Internacionalna škola pozorišta Žak Lekoka (L'École Internationale de Théâtre Jacques Lecoq) u Parizu, imale su veliki uticaj na razvoj pozorišta pokreta. Umetnici kao Stiven Berkof (енгл. Steven Berkoff) i Džon Rajt (енгл. John Wright) su svoje prvobitno znanje stekli upravo u takvim institucijama. Moderan ples je takođe imao veliki uticaj zbog toga što se od umetnika očekivalo da poseduju određeni nivo fičike kontrole i fleksibilnosti. Koreni se mogu pronaći i u starogrčkom pozorištu, najviše u Aristofanovom pozorištu.
Trenutak kada je pozorište pokreta počelo značajno da se razlikuje od mimike je kada je Žan Luj Barol (фр. Jean-Louis Barrault) odbio da se složi sa svojim profesorom da mimika treba biti nema. Ukoliko bi se u mimici koristile i reči pojavilo bi se mnogo novih mogućnosti koje do tada nisu postojale. Ta ideja je postala poznata kao Totalno pozorište (енгл. Total theatre) koja podrazumeva da  bilo koji element koji nije dramski treba da ima primat u odnosu na drugi: pokret, muzika, vizual, tekst itd.
Ne treba zanemariti i uticaj pozorišta sa istoka. Veliki broj orijentalnih tradicija ima visok nivo fizičke obuke. Antonjin Artod je bio fasciniran i japanskom kulturom i Balineze pozorišta o kom je često i pisao. 
Uticaj modernog plesa se primećuje od kada je Rudolf fon Laban uveo ideju da sam pokret ne treba posmatrati kao kodrani ples i počeo je da stvara koreografije pokreta ne samo za plesače već i za glumce. Kasnije, pokušala se pronaći veza između plesa i pozorišta.

## Zapaženi učesnici

### Kompanije
- Mimika
- Chickenshed Theatre Company
- Chotto Ookii Theatre Company
- Complicite
- Double Edge Theatre
- DV8 Physical Theatre

### Umetnici
- Teo Adams
- Antonjin Artod
- Pina Boš
- Stiven Berkof
- En Bogart
- Volf Bovart
- Kejt Čempion
- Alan Klej

### Centri za obuku
- Circomedia
- Dell'Arte International School of Physical Theatre
- East 15 (BA Physical Theatre)
- L'École Internationale de Théâtre Jacques Lecoq
- Headlong Performance Institute
- Pig Iron School for Advanced Training